# Open Inventor
Open Inventor (vroeger IRIS Inventor) is een C++ objectgeoriënteerde api voor OpenGL ontwikkeld door Silicon Graphics, Inc. Na vele jaren propriëtaire software te zijn geweest van Template Graphics Software (huidig bedrijf: Visualization Sciences Group) verscheen het in augustus 2000 als opensourcesoftware onder de LGPL.

## Gebruik
Open Inventor is een high level-api met de opzet OpenGL te vereenvoudigen. In tegenstelling tot OpenGL, waar lijsten van polygonen gebruikt worden om iets op het scherm te tekenen, maakt Open Inventor gebruik van meer concrete vormen.
Omdat Open Inventor gebruik maakte van een eigen bestandsindeling voor het opslaan van vormen, werden er converters geschreven om de bestandsindeling om te zetten in andere bestandsindelingen.